# Igreja Sainte-Menne de Deycimont
A Igreja Sainte-Menne é uma igreja católica romana situada no território da comuna de Deycimont, no departamento de Vosges.